# Circars septentrionales
Circars septentrionales o Circars del Norte (también Sarkars) era una antigua región fruto de la división de la presidencia de Madrás de la India británica. Constaba en un estrecho territorio que se extendía a lo largo de la costa occidental de la Bahía de Bengala, en los actuales estados indios de Andhra Pradesh y Odisha.
La anexión por los británicos de los Circars septentrionales privó al estado de Hyderabad del dominio de Nizam, una considerable línea costera, asumiendo la forma por la que ahora se le recuerda: la de un estado principesco sin salida al mar con territorios en el Decán Central, delimitado por todos sus lados por la India británica.

## Etimología
Circar es una grafía del término mogol sarkar, "distrito" (una subdivisión de una subá o provincia), que había estado en uso desde la época de Sher Shah Suri (1486-1545). Los 'Circars septentrionales' eran los distritos del norte del dominio de Nizam.
Finalmente, 'Circar' también adquirió el significado, durante el gobierno británico, de 'Sarkar británico'. Así, los 'distritos de Sarkar' también podrían entenderse como los distritos bajo la administración del gobierno británico.

## Geografía
Los Circars septentrionales eran cinco: Chicacole (Srikakulam), Rajahmundry, Eluru, Kondapalli y Guntur, con un área total de aproximadamente 78 000 km² cuando Nizam inicialmente perdió su control ante los europeos.
En general, la región en varios momentos correspondía a las partes norte y central de la región costera de Andhra en Andhra Pradesh, incluyendo la totalidad de los distritos actuales de Guntur, Krishna, Godavari Oriental, Godavari Occidental, Visakhapatnam, Vijayanagaram y Srikakulam de Andhra Pradesh. También incluía partes del actual distrito de Prakasam de Andhra Pradesh, Ganjam, Gajapati, Rayagada, Koraput, Nabarangapur y Malkangiri de Odisha y algunas partes de los distritos de Mulugu y Kothagudem de Telangana.

## Historia

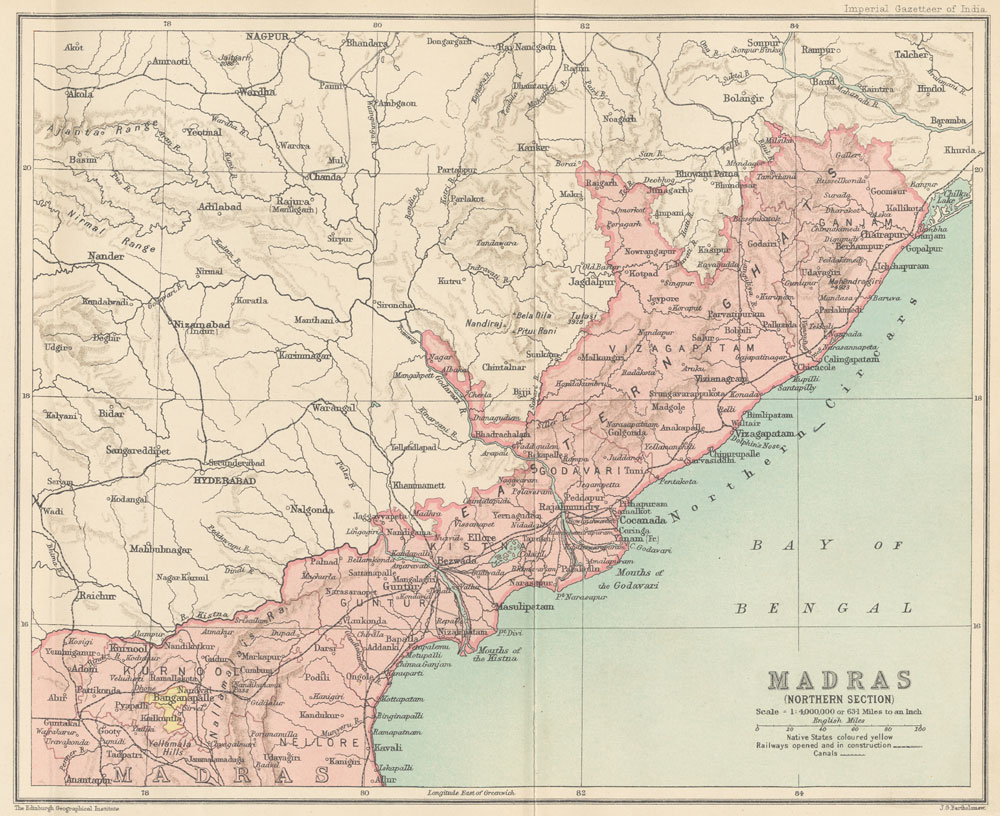
Circars septentrionales en 1909.

La región fue invadida por el sultanato de Bahmani en 1471. En 1541 los bahmanis conquistaron Kondapalli, y nueve años más tarde extendieron sus conquistas sobre los distritos de Guntur y Masulipatam. Parece que fue una posesión breve del territorio, pues fue arrebatada a los príncipes hindúes de Odisha alrededor del año 1571, durante el reinado de Ibrahim, de la dinastía Qutb Shahi de Golconda e Hyderabad. En 1687 se agregaron los Circars, junto con el sultanato de Golconda, al extenso imperio de Aurangzeb.
En 1724, Mir Qamar-ud-din Khan fue nombrado gobernador de Hyderabad, con el título de Nizam al Mulk. Llegó a ser conocido como el nizam de Hyderabad, su gobernante de facto. El cuarto nizam Salabat Jang, hijo de Nizam al Mulk, que estaba en deuda por su ascenso al trono con la Compañía Francesa de las Indias Orientales, otorgó el distrito de Kondavid (en el distrito de Guntur) a los franceses por el pago de sus servicios. Y poco después concedió también los otros circars. En 1759, mediante la conquista de la fortaleza de Masulipatnam, las provincias marítimas desde el río Gundlakamma hasta el lago Chilka fueron transferidas de los franceses a los británicos de la Compañía Británica de las Indias Orientales. Sin embargo, los británicos las dejaron bajo la administración del nizam, con la excepción de Masulipatnam, un valioso puerto, que fue retenido por la Compañía Británica de las Indias Orientales.
En 1765, lord Robert Clive obtuvo del emperador mogol sah Alam II una concesión de los cinco Circars. El fuerte de Kondapalli fue tomado por los británicos como movimiento inicial. El 12 de noviembre de 1766 se firmó un tratado de alianza con el nizam Asaf Jah II por el que los británicos se comprometieron a mantener tropas para la asistencia de Nizam. Mediante un segundo tratado, a menudo denominado Tratado de Masulipatnam, firmado el 1 de marzo de 1768, el nizam reconoció la validez de la concesión de sah Alam y renunció a los Circars en beneficio de la Compañía Británica de las Indias Orientales, recibiendo como señal de amistad una anualidad de £50.000. Guntur, como propiedad personal del hermano del nizam, Basalat Jang, fue exceptuado durante su vida en ambos tratados. Murió en 1782, pero no fue hasta 1788 cuando Guntur quedó bajo la administración británica. Finalmente, en 1823, las reclamaciones del nizam sobre los Circars septentrionales fueron compradas directamente por la Compañía y se convirtieron en una posesión británica.
Los Circars septentrionales fueron gobernados como parte de la presidencia de Madrás hasta la independencia de la India en 1947, después de la cual, la presidencia llegó a ser parte del estado de Madrás de la India. La parte norteña de habla télugu del estado de Madrás, incluidos los Circars septentrionales, se separó en 1953 para formar un nuevo 'Estado de Andhra'. El estado de Andhra se fusionó con las partes de habla telugu del estado de Hyderabad en 1956 para formar un Andhra Pradesh unido. Las dos se volvieron a separar en 2014.